# 全員惡人最終章
是一部2017年的日本黑幫電影，由北野武執導和主演，於2017年10月7日在日本上映。本片是北野武的2012年電影《全員惡人完結》的續集，以及《全員惡人》三部曲的最後作品。本片入選第74屆威尼斯影展非競賽單元，並以閉幕片的資格進行世界首映。

## 演員
- 北野武 飾 大友
- 西田敏行 飾 西野一雄
- 大森南朋 飾 市川
- 瀧正則（日语：ピエール瀧） 飾 花田和弘
- 松重豐 飾 繁田
- 大杉漣 飾 野村和夫
- 鹽見三省（日语：塩見三省） 飾 中田勝久
- 白龍（日语：白竜 (俳優)） 飾 李
- 光石研 飾 五味英二郎
- 原田泰造 飾 丸山
- 池內博之 飾 吉岡
- 岸部一德 飾 森島

## 外部連結
- 互联网电影数据库（IMDb）上《全員惡人最終章》的资料（英文）